# 朱由𣜬

桂恭王朱由𣜬（1623年—1646年），是桂端王朱常瀛嫡第三子，明朝第二代桂王。
朱由𣜬出生年份不詳，崇禎年間受封安仁王，朱常瀛死后，他於隆武元年八月（1645年）襲封桂王，隆武二年三月（1646年）薨于广西。死後由弟永历帝朱由榔承嗣。

## 家庭

### 兄弟
1. 世子 桂世子
2. 桂閔王 朱由？（本為世子，追諡）
3. 永历帝（桂王） 朱由榔
4. 永興王 朱由榐
5. 新田王 朱由？
6. 江華王 朱由？
7. 嘉善王 朱由榮

### 子女

#### 子
1. 桂王 朱慈？

| 新頭銜 明政府始封     | 明安仁國國王 ？－1645年   | 封國撤除 原因：晉封桂王 |
| 前任： 父親端王朱常瀛 | 明桂國國王 1645年－1646年 | 繼任者： 四弟朱由榔     |